# Enzymatische analyse

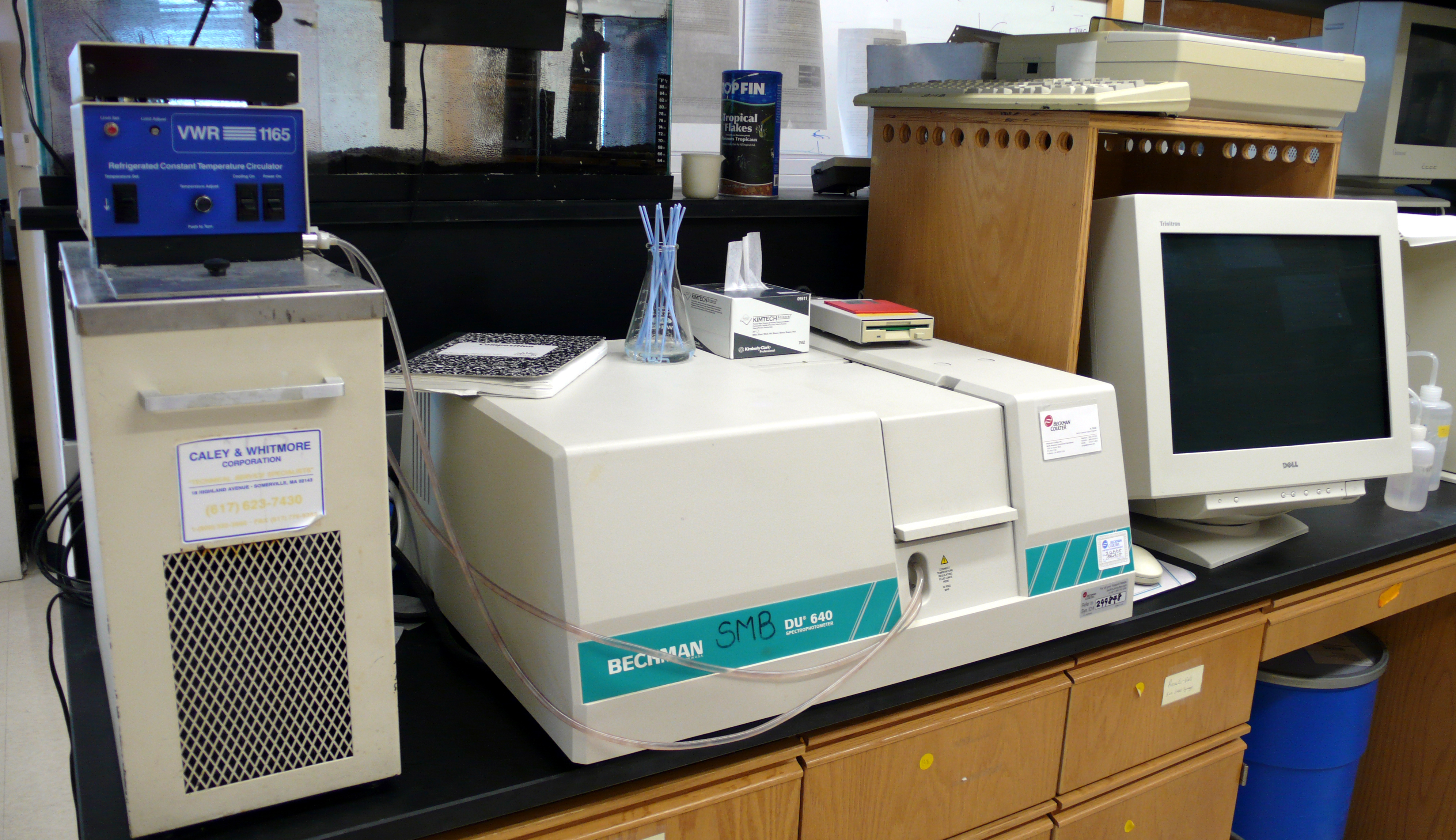
Een Beckman DU640 UV/Vis-spectrometer

Enzymatische analyse, ook wel enzymassay, vormt een onderdeel van de analytische scheikunde, waarin men de activiteit van enzymen meet en onderzoekt. Voor het bestuderen van enzymkinetiek en inhibitie van enzymen zijn enzymatische analyses van essentieel belang. 
Bij enzymatische analyse wordt gebruik gemaakt van zuivere enzymen; snelle, zeer specifieke en onder milde omstandigheden werkende biokatalysatoren bij chemische omzettingen. Aangezien bij deze omzettingen de aanwezigheid van vier factoren een rol speelt (substraat, enzym, activator en inhibitor), kan één factor naar keuze via ijking worden bepaald, mits de overige benodigde factoren constant worden gehouden.

## Soorten analyse
Naar uitvoeringswijze onderscheidt men stoichiometrische en kinetische enzymatische analyse; de eerstgenoemde is in eenvoudige vorm slechts toepasbaar voor substraat.
Kenmerkend vooral voor de kinetische werkwijze is naast snelheid haar grote gevoeligheid, zodat hoge eisen worden gesteld aan zuiverheid van de enzymen en andere vereiste ingrediënten. Het resultaat van de enzymatische omzetting wordt in de regel spectrofotometrisch (o.a. met een chromogeen substraat) vastgesteld, maar vaak ook fluorometrisch (o.a. met een fluorogeen substraat), elektroanalytisch, soms ook volumetrisch (titratie of gasontwikkeling in wartburgapparatuur) of radiochemisch. Veelvuldig maakt men gebruik van een co-enzym (NADH en dergelijke) en gekoppelde enzymreacties.
De analyse van de enzymen zelf (enzymassays) kan op grond van in principe dezelfde uitvoeringswijze eveneens tot de enzymatische analyse worden gerekend; vele in de klinische chemie gebruikelijke bepalingen (bijvoorbeeld de bepaling van alkalisch fosfatase in bloedserum) behoren hiertoe.

## Toepassingen
Enkele toepassingsgebieden voor enzymatische analyse zijn: klinische chemie, levensmiddelencontrole, bepaling van sporenmetalen (als activator of inhibitor) en insecticiden (als onomkeerbare inhibitor).